# Communauté de communes du Carembault
La Communauté de communes du Carembault est une ancienne structure intercommunale française, située dans le département du Nord et la région Nord-Pas-de-Calais, arrondissement de Lille.

## Historique
La Communauté de communes du Carembault est créée le 1er janvier 1993 et est alors composée de 5 communes. Son territoire correspond approximativement à celui de l'ancien quartier de la châtellenie de Lille ou pays de Carembault.
En 2002, la commune de Gondecourt intègre l'intercommunalité.

## Composition
La communauté de communes se composait de 6 communes  :
| Code postal | Commune               | Code INSEE | Maire                                     | Population (Recensement 2009) | Superficie | Délégués |
| ----------- | --------------------- | ---------- | ----------------------------------------- | ----------------------------- | ---------- | -------- |
| 59133       | Camphin-en-Carembault | 59123      | Paul Sion                                 | 1 655 hab.                    | 739 ha     |          |
| 59147       | Chemy                 | 59145      | Sion Bernadette                           | 640 hab.                      | 348 ha     |          |
| 59147       | Gondecourt            | 59266      | Jean-Pierre Fernandez                     | 3 992 hab                     | 822 ha     |          |
| 59147       | Herrin                | 59304      | Marcel Procureur                          | 409 hab.                      | 217 ha     |          |
| 59239       | La Neuville           | 59427      | Bernard Cortequisse                       | 688 hab.                      | 395 ha     |          |
| 59133       | Phalempin             | 59462      | Thierry Lazaro (vice-président de la CCC) | 4 668 hab.                    | 793 ha     |          |
| Totaux      | 6 communes            | 6 communes | 6 communes                                | 12 052 hab.                   | 3 314 ha   | 34       |

## Régime fiscal
Taxe Professionnelle Unique, éligible à la D.G.F. bonifiée à compter du 01/01/2001

## Présidents
| Période | Période  | Identité            | Étiquette | Qualité              |
| ------- | -------- | ------------------- | --------- | -------------------- |
| 2001    | en cours | Bernard Cortequisse |           | maire de La Neuville |
|         |          |                     |           |                      |

## Fusion
Le préfet Dominique Bur a confirmé le 20 janvier 2013 la fusion  de la communauté de communes dans celle de la communauté de communes Pévèle-Carembault née dans le cadre de la réforme territoriale .